# Lista över fornlämningar i Säters kommun
Lista över fornlämningar i Säters kommun är en förteckning av ett urval av de fornlämningar som finns i Säters kommun.

## Gustafs
| Namn                                  | Lämningstyp                      | Tillkomsttid | Historisk indelning | Plats | Läge                 | ID-nr          | Bild                                 |
| ------------------------------------- | -------------------------------- | ------------ | ------------------- | ----- | -------------------- | -------------- | ------------------------------------ |
| Gustafs 22:1                          | Begravningsplats                 |              | Gustafs, Dalarna    |       | 60.414334, 15.599749 | 10235400220001 | Ladda upp en bild av detta fornminne |
| Skrivhäll (Gustafs 92:1)              | Ristning, medeltid/historisk tid |              | Gustafs, Dalarna    |       | 60.362128, 15.568278 | 10235400920001 | Ladda upp en bild av detta fornminne |
| Gustafs 93:1                          | Ristning, medeltid/historisk tid |              | Gustafs, Dalarna    |       | 60.366129, 15.572917 | 10235400930001 | Ladda upp en bild av detta fornminne |
| Ljusterbo kvarn (Gustafs 126:1)       | Kvarn                            |              | Gustafs, Dalarna    |       | 60.380266, 15.714556 | 10235401260001 | Ladda upp en bild av detta fornminne |
| Blandbo fäbodar (Gustafs 151:1)       | Fäbod                            |              | Gustafs, Dalarna    |       | 60.318441, 15.489114 | 10235401510001 | Ladda upp en bild av detta fornminne |
| Persbodarne (Gustafs 152:1)           | Fäbod                            |              | Gustafs, Dalarna    |       | 60.288835, 15.460478 | 10235401520001 | Ladda upp en bild av detta fornminne |
| Storhaga fäbodar (Gustafs 153:1)      | Fäbod                            |              | Gustafs, Dalarna    |       | 60.366142, 15.574031 | 10235401530001 | Ladda upp en bild av detta fornminne |
| Toffelbo fäbodar (Gustafs 154:1)      | Fäbod                            |              | Gustafs, Dalarna    |       | 60.360429, 15.551704 | 10235401540001 | Ladda upp en bild av detta fornminne |
| Toffelbo fäbodar (Gustafs 154:2)      | Fäbod                            |              | Gustafs, Dalarna    |       | 60.360193, 15.550357 | 10235401540002 | Ladda upp en bild av detta fornminne |
| Tegelslagarbo fäbodar (Gustafs 156:1) | Fäbod                            |              | Gustafs, Dalarna    |       | 60.369369, 15.593530 | 10235401560001 | Ladda upp en bild av detta fornminne |
| Fillerbo Fäbodar (Gustafs 207:1)      | Fäbod                            |              | Gustafs, Dalarna    |       | 60.298573, 15.473853 | 10235402070001 | Ladda upp en bild av detta fornminne |
| Dumbodarne (Gustafs 208:1)            | Fäbod                            |              | Gustafs, Dalarna    |       | 60.295792, 15.464153 | 10235402080001 | Ladda upp en bild av detta fornminne |
| Åkers fäbodar (Gustafs 210:1)         | Fäbod                            |              | Gustafs, Dalarna    |       | 60.296398, 15.480361 | 10235402100001 | Ladda upp en bild av detta fornminne |
| Pannlappbodarna (Gustafs 214:1)       | Fäbod                            |              | Gustafs, Dalarna    |       | 60.247563, 15.617837 | 10235402140001 | Ladda upp en bild av detta fornminne |
| Finnäs fäbodar (Gustafs 217:1)        | Fäbod                            |              | Gustafs, Dalarna    |       | 60.281235, 15.612786 | 10235402170001 | Ladda upp en bild av detta fornminne |
| Udds fäbodar (Gustafs 218:1)          | Fäbod                            |              | Gustafs, Dalarna    |       | 60.282412, 15.632286 | 10235402180001 | Ladda upp en bild av detta fornminne |
| Skommarvallen (Gustafs 222:1)         | Fäbod                            |              | Gustafs, Dalarna    |       | 60.277685, 15.494440 | 10235402220001 | Ladda upp en bild av detta fornminne |
| Hoorndals fäbod (Gustafs 223:1)       | Fäbod                            |              | Gustafs, Dalarna    |       | 60.279866, 15.492567 | 10235402230001 | Ladda upp en bild av detta fornminne |

## Silvberg
| Namn                                      | Lämningstyp                      | Tillkomsttid | Historisk indelning | Plats | Läge                 | ID-nr          | Bild                                      |
| ----------------------------------------- | -------------------------------- | ------------ | ------------------- | ----- | -------------------- | -------------- | ----------------------------------------- |
| Silvberg 19:1                             | Begravningsplats                 |              | Silvberg, Dalarna   |       | 60.349043, 15.583771 | 10237300190001 | Ladda upp en till bild av detta fornminne |
| Silvberg 19:2                             | Kyrka/kapell                     |              | Silvberg, Dalarna   |       | 60.349037, 15.583897 | 10237300190002 | Ladda upp en till bild av detta fornminne |
| Silvberg 46:1                             | Ristning, medeltid/historisk tid |              | Silvberg, Dalarna   |       | 60.296289, 15.330657 | 10237300460001 | Ladda upp en bild av detta fornminne      |
| Silvberg 46:2                             | Ristning, medeltid/historisk tid |              | Silvberg, Dalarna   |       | 60.295922, 15.329953 | 10237300460002 | Ladda upp en bild av detta fornminne      |
| Silvberg 46:3                             | Ristning, medeltid/historisk tid |              | Silvberg, Dalarna   |       | 60.295744, 15.329589 | 10237300460003 | Ladda upp en bild av detta fornminne      |
| Misstjärns fäbodar (Silvberg 87:1)        | Fäbod                            |              | Silvberg, Dalarna   |       | 60.318533, 15.426769 | 10237300870001 | Ladda upp en bild av detta fornminne      |
| Morbodarne (Silvberg 136:1)               | Fäbod                            |              | Silvberg, Dalarna   |       | 60.286063, 15.460136 | 10237301360001 | Ladda upp en bild av detta fornminne      |
| Kox-till-bys Fäbod (Silvberg 149:1)       | Fäbod                            |              | Silvberg, Dalarna   |       | 60.299583, 15.582861 | 10237301490001 | Ladda upp en bild av detta fornminne      |
| 1)Prästfäbodarna2)Öhmans (Silvberg 180:1) | Fäbod                            |              | Silvberg, Dalarna   |       | 60.274772, 15.410035 | 10237301800001 | Ladda upp en bild av detta fornminne      |

## Stora Skedvi
| Namn                                          | Lämningstyp  | Tillkomsttid | Historisk indelning   | Plats | Läge                 | ID-nr          | Bild                                 |
| --------------------------------------------- | ------------ | ------------ | --------------------- | ----- | -------------------- | -------------- | ------------------------------------ |
| Stora Skedvi 8:1                              | Gravfält     |              | Stora Skedvi, Dalarna |       | 60.395213, 15.738864 | 10237700080001 | Ladda upp en bild av detta fornminne |
| Stora Skedvi 9:1                              | Gravfält     |              | Stora Skedvi, Dalarna |       | 60.388630, 15.742992 | 10237700090001 | Ladda upp en bild av detta fornminne |
| Stora Skedvi 10:1                             | Gravfält     |              | Stora Skedvi, Dalarna |       | 60.389004, 15.743320 | 10237700100001 | Ladda upp en bild av detta fornminne |
| Stora Skedvi 25:1                             | Stensättning |              | Stora Skedvi, Dalarna |       | 60.435735, 15.871974 | 10237700250001 | Ladda upp en bild av detta fornminne |
| Stora Skedvi 25:2                             | Stensättning |              | Stora Skedvi, Dalarna |       | 60.435415, 15.872147 | 10237700250002 | Ladda upp en bild av detta fornminne |
| Stora Skedvi 49:1                             | Stensättning |              | Stora Skedvi, Dalarna |       | 60.394727, 15.841105 | 10237700490001 | Ladda upp en bild av detta fornminne |
| Anstaåsens fäbod (Stora Skedvi 65:1)          | Fäbod        |              | Stora Skedvi, Dalarna |       | 60.562665, 16.013587 | 10237700650001 | Ladda upp en bild av detta fornminne |
| Hasbodarna (Stora Skedvi 66:1)                | Fäbod        |              | Stora Skedvi, Dalarna |       | 60.564199, 16.021005 | 10237700660001 | Ladda upp en bild av detta fornminne |
| Korphålsbodarna/Korphålet (Stora Skedvi 67:1) | Fäbod        |              | Stora Skedvi, Dalarna |       | 60.561606, 16.023378 | 10237700670001 | Ladda upp en bild av detta fornminne |
| Piteå fäbod (Stora Skedvi 68:1)               | Fäbod        |              | Stora Skedvi, Dalarna |       | 60.558478, 16.034160 | 10237700680001 | Ladda upp en bild av detta fornminne |
| Nybodarna (Stora Skedvi 75:1)                 | Fäbod        |              | Stora Skedvi, Dalarna |       | 60.556058, 16.017599 | 10237700750001 | Ladda upp en bild av detta fornminne |
| Stora Skedvi 78:1                             | Stensättning |              | Stora Skedvi, Dalarna |       | 60.414424, 15.897671 | 10237700780001 | Ladda upp en bild av detta fornminne |
| Stora Skedvi 85:1                             | Stensättning |              | Stora Skedvi, Dalarna |       | 60.562334, 16.041422 | 10237700850001 | Ladda upp en bild av detta fornminne |
| Stretarbo (Stora Skedvi 166:1)                | Fäbod        |              | Stora Skedvi, Dalarna |       | 60.548462, 16.019567 | 10237701660001 | Ladda upp en bild av detta fornminne |
| Krortjärnsbodarna (Stora Skedvi 167:1)        | Fäbod        |              | Stora Skedvi, Dalarna |       | 60.537452, 16.012994 | 10237701670001 | Ladda upp en bild av detta fornminne |
| Nedernora fäbodar (Stora Skedvi 169:1)        | Fäbod        |              | Stora Skedvi, Dalarna |       | 60.518730, 15.961305 | 10237701690001 | Ladda upp en bild av detta fornminne |
| Dyviksbodarna (Stora Skedvi 170:1)            | Fäbod        |              | Stora Skedvi, Dalarna |       | 60.518252, 15.963116 | 10237701700001 | Ladda upp en bild av detta fornminne |
| Fjärdsmesbodarna (Stora Skedvi 172:1)         | Fäbod        |              | Stora Skedvi, Dalarna |       | 60.555385, 15.993146 | 10237701720001 | Ladda upp en bild av detta fornminne |
| Stora Skedvi 175:1                            | Stensättning |              | Stora Skedvi, Dalarna |       | 60.425163, 15.857555 | 10237701750001 | Ladda upp en bild av detta fornminne |
| Stora Skedvi 179:1                            | Stensättning |              | Stora Skedvi, Dalarna |       | 60.433144, 15.869092 | 10237701790001 | Ladda upp en bild av detta fornminne |
| Forsbyggebodarna (Stora Skedvi 184:1)         | Fäbod        |              | Stora Skedvi, Dalarna |       | 60.520286, 15.965576 | 10237701840001 | Ladda upp en bild av detta fornminne |
| Skuggbo fäbodar (Stora Skedvi 185:1)          | Fäbod        |              | Stora Skedvi, Dalarna |       | 60.526008, 15.952989 | 10237701850001 | Ladda upp en bild av detta fornminne |
| Tepel (Stora Skedvi 187:1)                    | Fäbod        |              | Stora Skedvi, Dalarna |       | 60.527690, 15.974942 | 10237701870001 | Ladda upp en bild av detta fornminne |
| Silvbergs fäbod (Stora Skedvi 205:1)          | Fäbod        |              | Stora Skedvi, Dalarna |       | 60.488055, 15.869427 | 10237702050001 | Ladda upp en bild av detta fornminne |
| Murmästarbodarna (Stora Skedvi 217:1)         | Fäbod        |              | Stora Skedvi, Dalarna |       | 60.522321, 15.965151 | 10237702170001 | Ladda upp en bild av detta fornminne |
| Mothålet (Stora Skedvi 218:1)                 | Fäbod        |              | Stora Skedvi, Dalarna |       | 60.522443, 15.958855 | 10237702180001 | Ladda upp en bild av detta fornminne |
| Smackhålet (Stora Skedvi 219:1)               | Fäbod        |              | Stora Skedvi, Dalarna |       | 60.522154, 15.974724 | 10237702190001 | Ladda upp en bild av detta fornminne |
| Götbodarna (Stora Skedvi 221:1)               | Fäbod        |              | Stora Skedvi, Dalarna |       | 60.519283, 15.970854 | 10237702210001 | Ladda upp en bild av detta fornminne |
| Nygårdsbodarna (Stora Skedvi 222:1)           | Fäbod        |              | Stora Skedvi, Dalarna |       | 60.515577, 15.977207 | 10237702220001 | Ladda upp en bild av detta fornminne |
| Körnings fäbod (Stora Skedvi 223:1)           | Fäbod        |              | Stora Skedvi, Dalarna |       | 60.508035, 15.949872 | 10237702230001 | Ladda upp en bild av detta fornminne |
| Ryggs fäbodar (Stora Skedvi 225:1)            | Fäbod        |              | Stora Skedvi, Dalarna |       | 60.576958, 16.002781 | 10237702250001 | Ladda upp en bild av detta fornminne |
| Finnbo fäbod (Stora Skedvi 230:1)             | Fäbod        |              | Stora Skedvi, Dalarna |       | 60.562418, 16.047728 | 10237702300001 | Ladda upp en bild av detta fornminne |
| Götvallen (Stora Skedvi 232:1)                | Fäbod        |              | Stora Skedvi, Dalarna |       | 60.550141, 16.001089 | 10237702320001 | Ladda upp en bild av detta fornminne |
| Uppbo bodar (Stora Skedvi 233:1)              | Fäbod        |              | Stora Skedvi, Dalarna |       | 60.547719, 16.002449 | 10237702330001 | Ladda upp en bild av detta fornminne |
| Gusshytte fäbod (Stora Skedvi 236:1)          | Fäbod        |              | Stora Skedvi, Dalarna |       | 60.564148, 16.062130 | 10237702360001 | Ladda upp en bild av detta fornminne |
| Stora Skedvi 265:1                            | Stensättning |              | Stora Skedvi, Dalarna |       | 60.416127, 15.868934 | 10237702650001 | Ladda upp en bild av detta fornminne |
| Häglings fäbodar (Stora Skedvi 307:1)         | Fäbod        |              | Stora Skedvi, Dalarna |       | 60.604979, 16.118479 | 10237703070001 | Ladda upp en bild av detta fornminne |
| Stora Skedvi 317:1                            | Stensättning |              | Stora Skedvi, Dalarna |       | 60.395517, 15.741272 | 10237703170001 | Ladda upp en bild av detta fornminne |
| Stora Skedvi 317:2                            | Stensättning |              | Stora Skedvi, Dalarna |       | 60.395492, 15.741454 | 10237703170002 | Ladda upp en bild av detta fornminne |
| Stora Skedvi 318:1                            | Hög          |              | Stora Skedvi, Dalarna |       | 60.395691, 15.739255 | 10237703180001 | Ladda upp en bild av detta fornminne |
| Stora Skedvi 318:2                            | Hög          |              | Stora Skedvi, Dalarna |       | 60.395614, 15.739304 | 10237703180002 | Ladda upp en bild av detta fornminne |
| Mats-Knuts fäbodar (Stora Skedvi 331:1)       | Fäbod        |              | Stora Skedvi, Dalarna |       | 60.391256, 15.748784 | 10237703310001 | Ladda upp en bild av detta fornminne |

## Säter
| Namn                                    | Lämningstyp             | Tillkomsttid | Historisk indelning | Plats           | Läge                 | ID-nr          | Bild                                      |
| --------------------------------------- | ----------------------- | ------------ | ------------------- | --------------- | -------------------- | -------------- | ----------------------------------------- |
| Tallriksholmen (Säter 15:1)             | Husgrund, historisk tid |              | Säter, Dalarna      |                 | 60.336471, 15.652462 | 10238400150001 | Ladda upp en bild av detta fornminne      |
| Säter 19:1                              | Husgrund, historisk tid |              | Säter, Dalarna      |                 | 60.335028, 15.685765 | 10238400190001 | Ladda upp en bild av detta fornminne      |
| Mörkön (Säter 35:1)                     | Borg                    |              | Säter, Dalarna      | Dalkarlen       | 60.318049, 15.763938 | 10238400350001 | Ladda upp en till bild av detta fornminne |
| Månsbo fäbod (Säter 124:1)              | Fäbod                   |              | Säter, Dalarna      |                 | 60.335791, 15.660603 | 10238401240001 | Ladda upp en bild av detta fornminne      |
| Klackens o. Vålängs fäbod (Säter 136:1) | Fäbod                   |              | Säter, Dalarna      |                 | 60.306988, 15.703608 | 10238401360001 | Ladda upp en bild av detta fornminne      |
| Bladtjärns fäbodar (Säter 137:1)        | Fäbod                   |              | Säter, Dalarna      |                 | 60.310609, 15.708993 | 10238401370001 | Ladda upp en bild av detta fornminne      |
| Vålängarnas fäbodar (Säter 138:1)       | Fäbod                   |              | Säter, Dalarna      |                 | 60.317154, 15.674495 | 10238401380001 | Ladda upp en bild av detta fornminne      |
| Gamla Vålängarna fäbodar (Säter 139:1)  | Fäbod                   |              | Säter, Dalarna      |                 | 60.324451, 15.668341 | 10238401390001 | Ladda upp en bild av detta fornminne      |
| Gamla Vålängarna fäbodar (Säter 139:2)  | Fäbod                   |              | Säter, Dalarna      |                 | 60.323173, 15.665636 | 10238401390002 | Ladda upp en bild av detta fornminne      |
| Backa fäbodar (Säter 140:1)             | Fäbod                   |              | Säter, Dalarna      |                 | 60.307638, 15.647190 | 10238401400001 | Ladda upp en bild av detta fornminne      |
| Häsjeris fäbodar (Säter 148:1)          | Fäbod                   |              | Säter, Dalarna      |                 | 60.291585, 15.695450 | 10238401480001 | Ladda upp en bild av detta fornminne      |
| Ny Fäbodarne (Säter 159:1)              | Fäbod                   |              | Säter, Dalarna      |                 | 60.328027, 15.710443 | 10238401590001 | Ladda upp en bild av detta fornminne      |
| Slätberg (Säter 164:1)                  | Fäbod                   |              | Säter, Dalarna      |                 | 60.245294, 15.714260 | 10238401640001 | Ladda upp en bild av detta fornminne      |
| Bondfallet (Säter 173:1)                | Lägenhetsbebyggelse     |              | Säter, Dalarna      |                 | 60.272767, 15.739743 | 10238401730001 | Ladda upp en bild av detta fornminne      |
| Gunillas damm (Säter 184:2)             | Kvarn                   |              | Säter, Dalarna      |                 | 60.250466, 15.724663 | 10238401840002 | Ladda upp en bild av detta fornminne      |
| Knutsbo o Grufris fäbodar (Säter 186:1) | Fäbod                   |              | Säter, Dalarna      |                 | 60.309121, 15.687193 | 10238401860001 | Ladda upp en bild av detta fornminne      |
| Pungmakarbo fäbod (Säter 193:1)         | Fäbod                   |              | Säter, Dalarna      |                 | 60.297887, 15.716984 | 10238401930001 | Ladda upp en bild av detta fornminne      |
| Säter 203:1                             | Hällristning            |              | Säter, Dalarna      |                 | 60.305370, 15.779730 | 10238402030001 | Ladda upp en bild av detta fornminne      |
| Grotbo fäbod (Säter 221:1)              | Fäbod                   |              | Säter, Dalarna      |                 | 60.323059, 15.692166 | 10238402210001 | Ladda upp en bild av detta fornminne      |
| Säter 230:1                             | Stensättning            |              | Säter, Dalarna      | Bispbergs klack | 60.347556, 15.806902 | 10238402300001 | Ladda upp en till bild av detta fornminne |